# アーデント (駆逐艦・3代)
アーデント (HMS Ardent, H41) はイギリス海軍のA級駆逐艦。

## 艦歴

### 設計
イギリス海軍は第一次世界大戦の教訓を踏まえ、1920年代中盤に将来の艦級のプロトタイプとして、ヤーロウ社にアンバスケイドを、ソーニクロフト社にアマゾンを発注した。A級駆逐艦の設計はアマゾンを基にし、わずかに拡張され、さらに2本の魚雷が搭載された。基準排水量は1,350ロングトン (1,370 t)であり、満載排水量は1,773ロングトン (1,801 t)であった。全長は323フィート (98.5 m)、全幅は32フィート3インチ (9.83 m)、喫水は12フィート3インチ (3.73 m)であった。アーデントの動力はパーソンズ社製の蒸気タービン2基であった。出力は34,000軸馬力 (25,000 kW)であり、35ノット (65 km/h; 40 mph)まで出すことが出来た。海上公試では最大で出力は34,376 shp (25,634 kW)、速度は35.9ノット (66.5 km/h; 41.3 mph)にまで達した。また、重油は15ノット (28 km/h; 17 mph)の速度で4,800海里 (8,900 km; 5,500 mi)の範囲を航行可能なほど、搭載できた。A級駆逐艦の乗員は当初134名であったが、1940年までに143名まで増員された。
A級駆逐艦の主砲は台座1基に搭載されたQF 4.7インチ マーク 9 艦砲4門から成り、背負い式砲塔が艦橋前部と上部構造後部にそれぞれ2門ずつ搭載された。煙突には防空装備として、台座に2門の40-ミリメートル (1.6 in)QF 2ポンド砲が備えられていた。また、21インチ四連装魚雷が2基付けられた。後甲板に機雷掃討器を搭載したことで、2本爆雷が搭載可能なシュートの設置が3基までという制限を受けた。ASDICを設置する空間は用意されたものの、当初は設置されていなかった。

### 建造から大戦前まで
アーデントは1929年の海軍計画に則り、1928年3月6日にスコットランドにあるスコット・シップビルディング・アンド・エンジニアリング・カンパニーに発注された。7月30日に建造を開始し、翌1929年6月26日に進水式が行われた。イギリス海軍におけるその名を持つ7番目の船であった。銃や弾薬、通信設備等の海軍本部からの支給を除き、22万6439ポンドの総工費で、1930年4月14日に竣工した。4月23日にチャタム工廠にて就役して訓練を行った後、地中海艦隊の第3駆逐群に配属され、5月13日に出発した。
アーデントは6月から10月まで配備されたものの、この間に度々保全問題が発生した。このため、10月31日にマルタにあったイギリス海軍の基地に修理が依頼され、12月1日から修理を開始した。同月下旬に修理が完了し、予備艦隊に加えられた。11月4日に再就役し、第3駆逐群に再び配属された。スペイン内戦発生中の1936年9月8日から、スペイン沖での不干渉の巡回任務に就き、10月17日にマルタへと帰港した。11月29日に巡回に戻り、バルセロナでは海軍の上級将校を乗せた。1937年4月に本国に戻り、4月14日にシェアーネス海軍工廠にて長期の修理を開始した。
1938年4月20日に修理が終了し、ASDICが設置された。その後、アーデントはデヴォンポート海軍基地の緊急駆逐艦に割り当てられ、9月24日からミュンヘン危機の間、乗組員が増員された。10月11日に元の人数に戻され、10月17日からデヴォンポート海軍基地にて短期の修理が行われた。11月15日に修理が終わり、短期間海兵の訓練船を務めた後に、完了していなかったもう一つの修理を1939年8月23日まで行った。その後チャネル・フォースの一角を成し、ポートランド島を拠点とした第18駆逐群に配属された。

### 大戦中
1939年9月3日にイギリスがドイツに宣戦布告し、第二次世界大戦が発生した時に、アーデントはウェスタンアプローチにてUボートの捜索任務を行っていた空母・カレイジャスの護衛任務に就いていた。10月にウェスタンアプローチ管区に転属され、1940年4月までに17の輸送船団を護衛した。1940年1月31日には駆逐艦・ホワイトセッドとともに、ラプラタ沖海戦にて軍艦・アドミラル・グラーフ・シュペーと交戦した軽巡洋艦・エイジャックスをプリマスへと護送した。
4月9日にドイツがヴェーザー演習作戦を開始した後、アーデントは本国艦隊へ転属した。4月13日には、ナルヴィク方面への上陸部隊の輸送を目的とした、輸送船団「NP1」の護送任務に加わった。その後、ハーシュタへと移動し、4月5日から16日まで部隊の上陸を支援した。4月29日から30日の深夜にかけて、ポーランドの駆逐艦・ブリスカヴィカとともに、スコッツガーズ150名をボードーへと移送した。5月上旬にASDICが損傷したため本国へと戻り、5月6日から19日まで修理を行った。3日後に、ヴァレンタイン作戦の一環として4月からフェロー諸島に駐留していたイギリス海兵隊と交代する部隊の輸送任務に任命された、軍隊輸送船・ウルスター・プリンスの護衛を行った。5月31日には、駆逐艦・アカスタとアケロン、ハイランダー、ダイアナとともに、アルファベット作戦において連合国軍の撤退を支援する航空戦力を輸送した航空母艦・アーク・ロイヤルとグローリアスをクライド湾からノルウェー沖へと護送する任務を務めた。アーデントは6月上旬まで航空母艦の護送任務を続けた。
6月8日、アーデントはアカスタとともにグローリアスをスカパ・フローへ護送する途中、15時46分にドイツの戦艦・シャルンホルストとグナイゼナウに発見され、追跡され始めた。16時過ぎまで他のイギリス船に発見されず、アーデントは他の船が進路を維持している間にドイツのどの船かを特定するよう命じられたため、一旦2隻から離脱した。16時27分にドイツ側が発砲する前にアーデントは合流した。駆逐艦は15-センチメートル (5.9 in)副砲で主にシャルンホルストと交戦したものの、ドイツ側の軍艦は主砲でグローリアスを集中的に砲撃した。アーデントは最初の一斉掃射でボイラー室に被弾し、速度が低下した。アーデントは蛇行を行いドイツ軍の砲撃を避け、自身が隠れるように煙幕を敷いた。煙幕が出る度に魚雷攻撃を行ったものの、シャルンホルストは全て回避した。また、4.7インチ砲を発砲して1発当たったものの、影響がわずかであった。17時1分に煙幕から出るまで大した被害はなかったものの、出た後に何度も砲弾が直撃したことで進路変更を行ったときに速力と火力を失った。17時13分にアーデントは魚雷でシャルンホルストへの攻撃を試みたが、わずかに外し、17時25分に転覆した。沈没から5日後に乗組員のうち2人がドイツの水上機に救助された。1人は海上を漂流していたことにより死亡し、もう1人は病気のために結局イギリス本国へと移送された。この沈没により10人の将校と142人の水兵が亡くなった。

## 関連文献
- English, John (1993). Amazon to Ivanhoe: British Standard Destroyers of the 1930s. World Ship Society. ISBN 978-0-905617-64-0
- Whitley, M. J. (1988). Destroyers of World War Two: An International Encyclopedia. Naval Institute Press. ISBN 978-0-87021-326-7
- March, Edgar J. (1966). British Destroyers: A History of Development, 1892?1953; Drawn by Admiralty Permission From Official Records & Returns, Ships' Covers & Building Plans. Seeley Service. OCLC 164893555
- Friedman, Norman (2009). British Destroyers From Earliest Days to the Second World War. Naval Institute Press. ISBN 978-1-59114-081-8
- Colledge, J. J.; Warlow, Ben (2006) [1969]. Ships of the Royal Navy (Rev. ed.). Chatham Publishing. ISBN 978-1-86176-281-8
- Haarr, Geirr H. (2013). The Gathering Storm: The Naval War in Northern Europe September 1939 – April 1940. Naval Institute Press. ISBN 978-1-59114-331-4
- Haarr, Geirr H. (2010). The Battle for Norway: April – June 1940. Naval Institute Press. ISBN 978-1-59114-051-1